# Catherine De Bolle
Catherine De Bolle (Alost, 17 febbraio 1970) è un'ex militare e poliziotta belga.
È conosciuta per essere la prima donna a ricoprire il ruolo di Direttrice esecutiva di Europol e la prima donna, e la persona più giovane, in Belgio, a diventare Commissario generale della Polizia federale.

## Biografia
Catherine De Bolle nasce a Alost il 17 febbraio 1970. Terminate le scuole desidera entrare alla scuola della Gendarmeria, ma non è accettata perché troppo piccola di statura. Nel 1988 dunque, s'iscrive alla facoltà di giurisprudenza presso l'Università di Gand laureandosi nel 1993. Nel 1994 quando l'altezza minima viene abbassata s'iscrive alla scuola ufficiali della Gendarmeria belga e terminati gli studi nel 1997, la integra lavorando come giurista e partecipando alla proposta di riforma della polizia belga. 
Nel novembre 2001 viene nominata Capo della polizia per la città di Ninove e lo resta fino al 2012 quando vince il concorso per diventare Commissario generale della Polizia federale, diventando la prima donna e la persona più giovane a ricoprire tale incarico. Ha 42 anni.
Nel novembre 2015 è la prima donna, e il primo cittadino belga, a diventare rappresentante europeo al comitato esecutivo d'Interpol. Nel suo doppio ruolo di rappresentante europeo presso Interpol e commissario generale della polizia federale belga ha dichiarato di voler favorire la trasparenza e la collaborazione fra le polizie nazionali, in modo da rinforzare la lotta al terrorismo, alla cybercriminalità e al traffico di droga.
Il 1º maggio 2018 è nominata Direttrice esecutiva di Europol subentrando a Rob Wainwright ex-analista del MI5, l'ente per la sicurezza e il controspionaggio del Regno Unito. Nel 2022 è riconfermata per un secondo incarico.